# Église Notre-Dame de Plouaret
Pour les articles homonymes, voir Église Notre-Dame.
L'église Notre-Dame aussi dénommée Notre-Dame-de-Bonne-Nouvelle ou Notre-Dame-de-Consolation est située sur la commune de Plouaret en France.

## Localisation
L'église est située sur la commune de Plouaret dans le département des Côtes-d'Armor, dans la région Bretagne.

## Description
La tour-clocher date de 1554. Les quatre cloches sont  rétablies après la Révolution. La nef est restaurée en 1829-1830, elle comprend neuf travées et possède des bas-côtés. L'édifice possède un chevet plat percé d'une maîtresse vitre et deux chapelles latérales. La chapelle de Keranrais possède deux sablières sculptées aux armes de la famille Keranré. Le retable du maître autel et les stalles datent du XVIIe siècle. Le maître autel est restauré en 1872 par Jean Omnès. La chaire du XVIIe siècle est restaurée au XXe siècle et une série de dix tableaux partant du bas de l'escalier vers le haut représente les prophètes d'Israël. Les fonts baptismaux datent du XVIIe siècle,.

## Historique
L'église remonte à la seconde moitié du XVIe siècle. À la suite d'un incendie dû à la foudre, la partie supérieure du clocher a été refaite avec de nouvelles dispositions. Les bas-côtés ont été modifiés.
Elle est classée au titre des monuments historiques par arrêté du 18 octobre 1907.

## Galerie

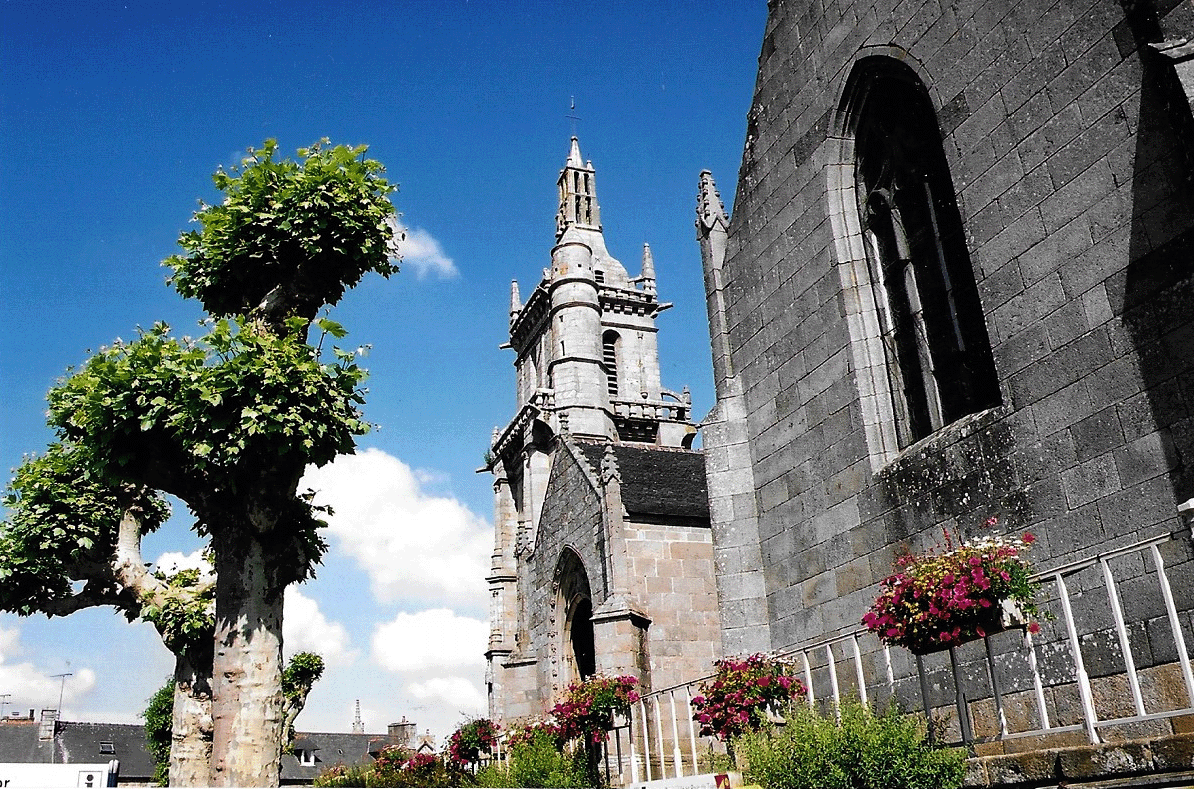
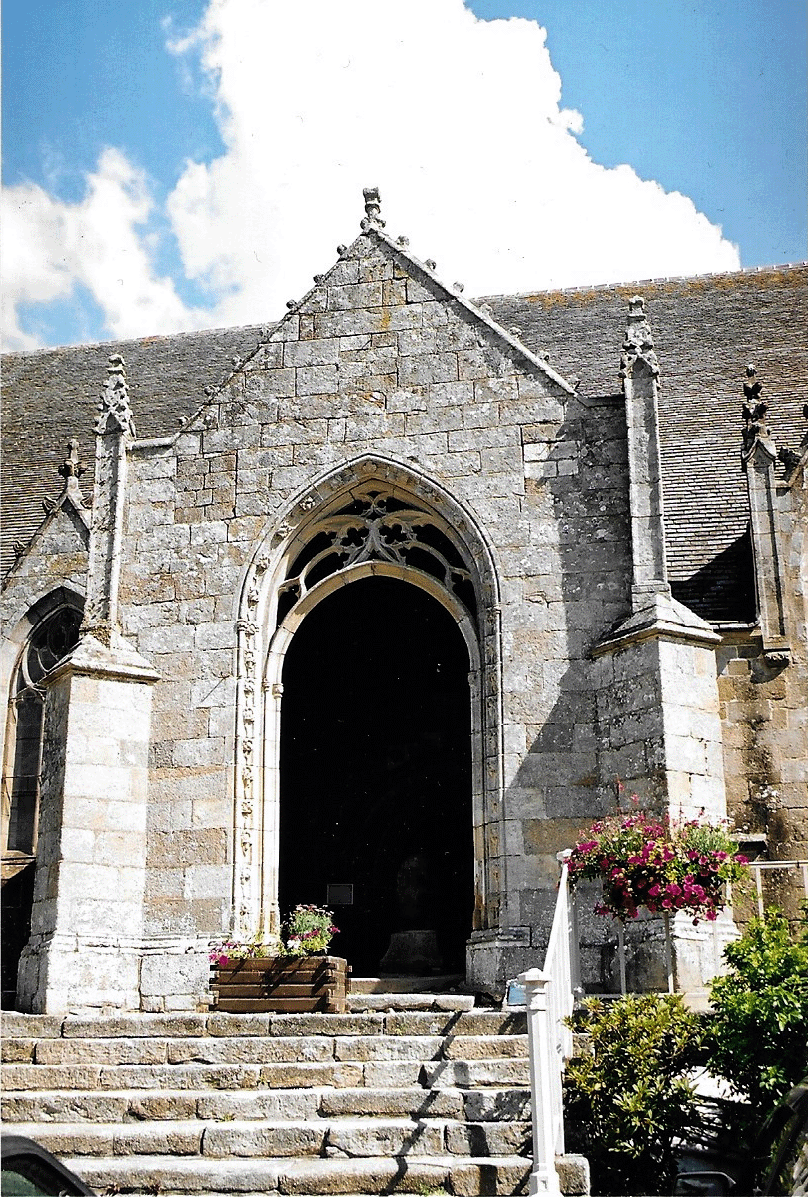
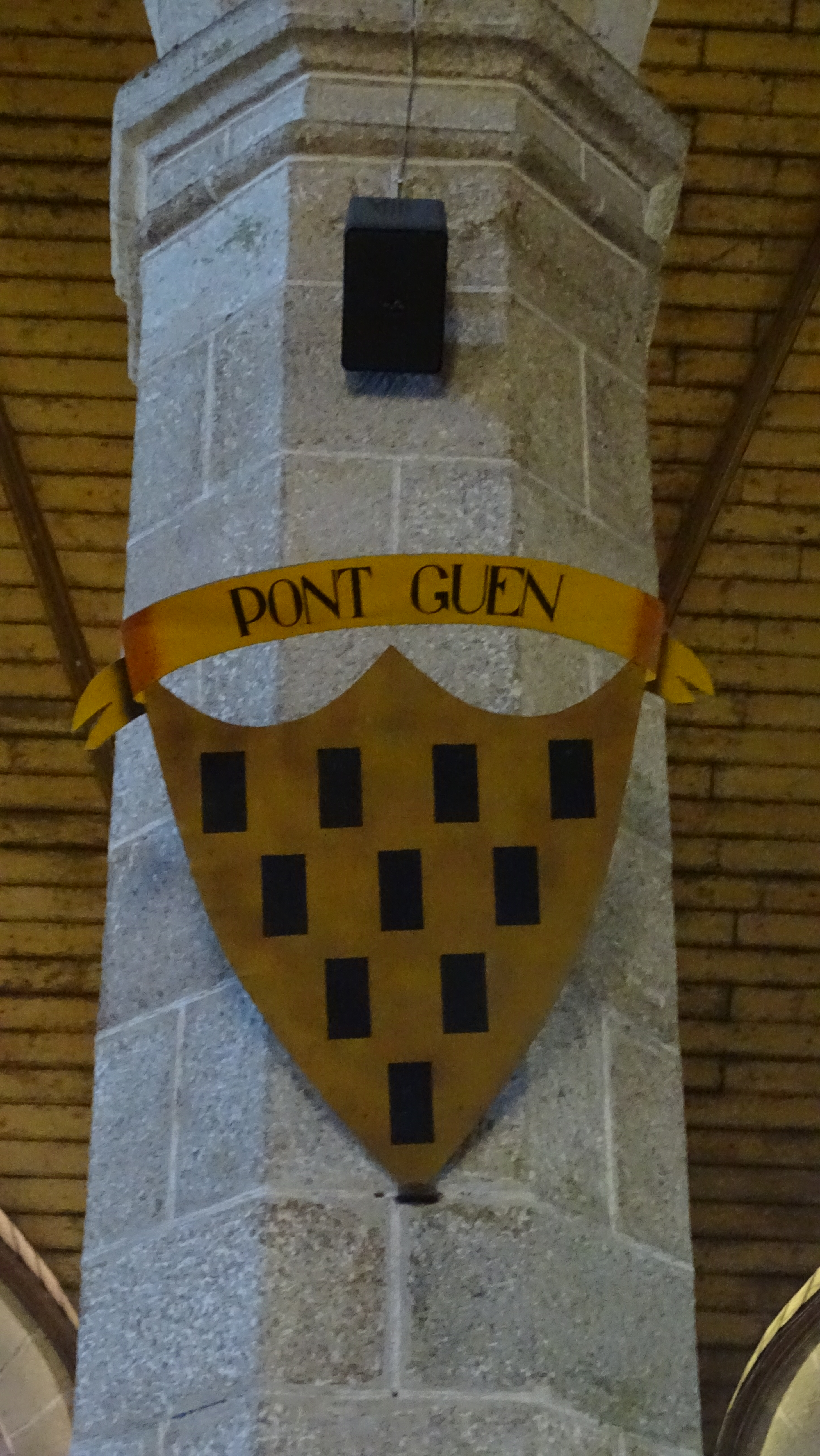
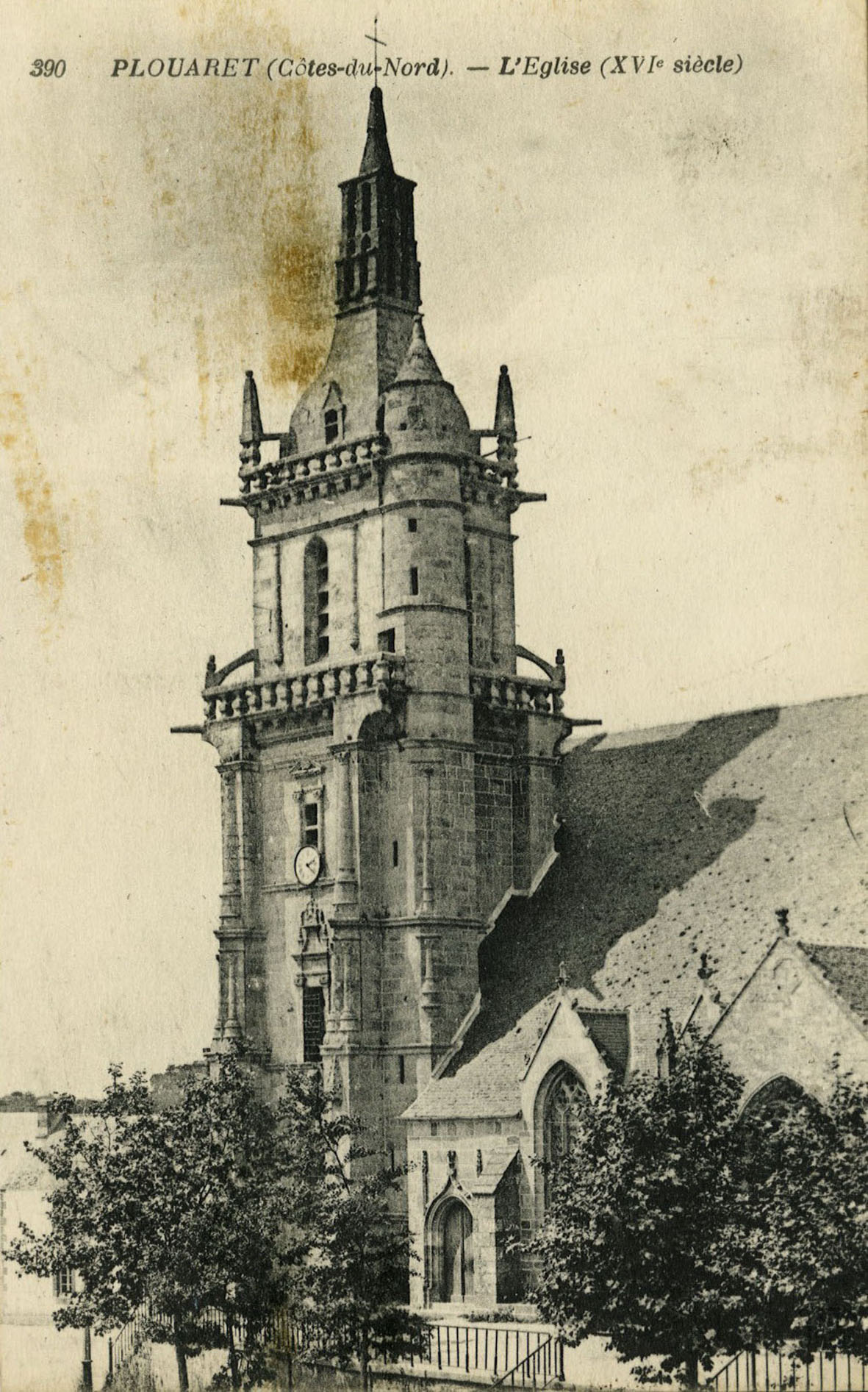
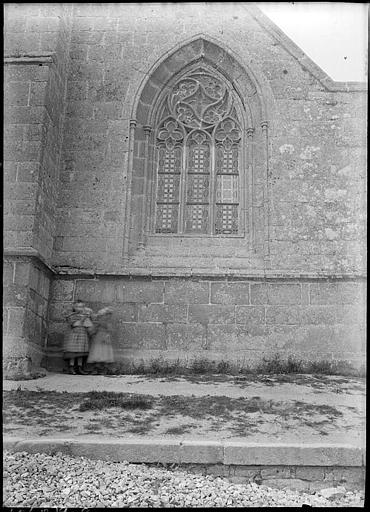
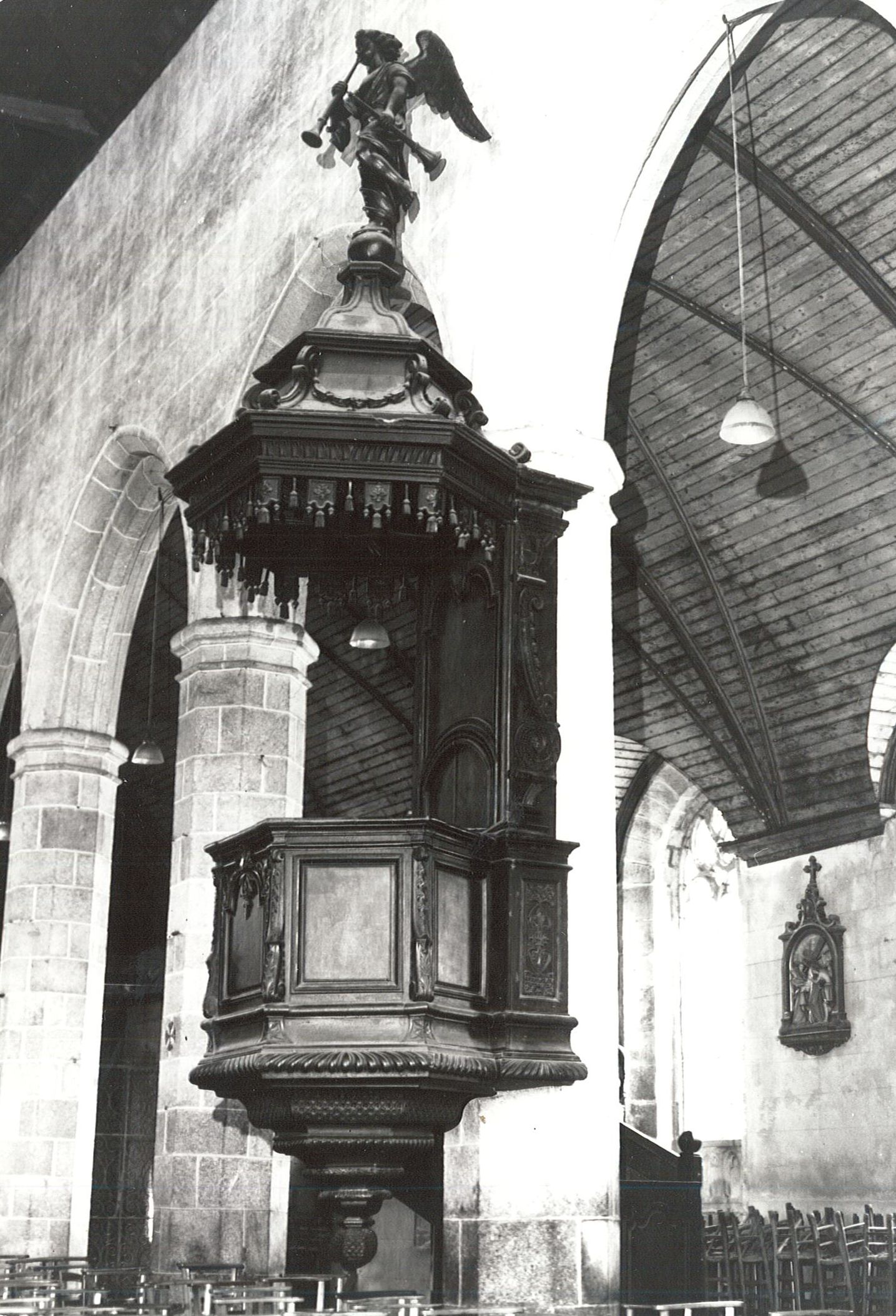